# Grotea gayi
Grotea gayi là một loài tò vò trong họ Ichneumonidae.